# Dolní Kamenice
Dolní Kamenice (Duits: Niederkamnitz of Unterkamnitz) is een Tsjechische plaats in de gemeente Chržín in de regio Midden-Bohemen en maakt deel uit van het district Kladno. De plaats ligt op nog geen halve kilometer afstand van Velvary.
Dolní Kamenice telt 48 inwoners (2021).

## Geschiedenis
Het gebied rond het dorp werd al in de prehistorie bewoond, zo is gebleken uit vondsten van bewerkte stenen.
De eerste schriftelijke vermelding van het dorp dateert echter van 1224. Tot 1420 behoorde het toe het Břevnovklooster. Tĳdens de Hussietenoorlogen verloor het klooster het eigendom en in 1421 werd het dorp door keizer Sigismund van Luxemburg voor 200 kopeken aan Janek Bely (Bílý) van Artlebice en zijn erfgenamen verkocht.
Vanaf de 14e eeuw woonden hier ook de heren van Kamenice, waarvan Jaroslav - zoon van Robert van Kamenice - bekend is uit 1333. In 1437 werd Margaretha van Smečno uit de familie Smečno (die het dorp eerder al in handen had gekregen) genoemd, die in hetzelfde jaar een rechtszaak aanspande en in 1446 weduwe werd.

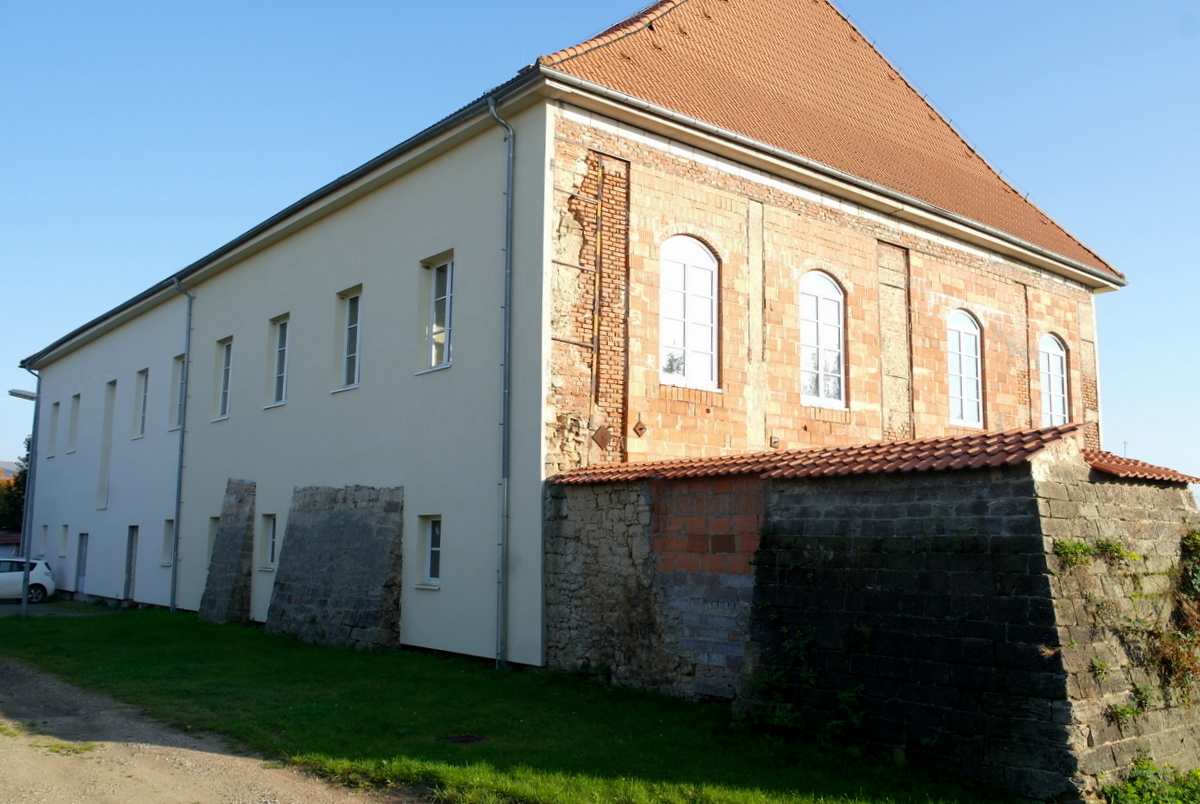
Spiekergebouw

De heren van Kamenice bezaten Dolní Kamenice tot ongeveer 1556 en waren waarschijnlijk ook de bouwers van de plaatselijke vesting. Volgens een overgeleverd volksverhaal was de vesting door middel van een kilometerslange ondergrondse tunnel verbonden met de vesting van het nabĳgelegen Budihostice. Het gebouw van de voormalige vesting zou het spiekergebouw kunnen zijn, dat nog steeds in het dorp aanwezig is en waarvan het blokwerk wijst op oude oorsprong, waarschijnlijk uit de 16e eeuw.
In 1513 liet Marta, de weduwe van Křtěnek Jekt van Velvar, een deel van de grond in Kamenice en Dalečky registreren. Andere bezitters van het dorp Kamenice waren de adellijke heren Pětipeští van Chyš en Egerberk. Zij maakten deel uit van een Oud-Boheemse ridderfamilie, afkomstig uit drie plaatsen in Noord-Bohemen. De familie werd genoemd naar het dorp Pětipsy, gelegen in de buurt van Kadana, dat in 1331 als leengoed aan hen werd gegeven door koning Jan van Luxemburg.
In de volkstelling van 1782 waren er 12 families bestaande uit 64 personen in Dolní Kamenice. In 1887 waren er 17 huizen met 119 inwoners, waarvan 61 mannen en 58 vrouwen, waarvan 91 katholieken en 28 protestanten.
Sinds 1960 is Dolní Kamenice een zelfstandige gemeente binnen het district Kladno.

## Bezienswaardigheden

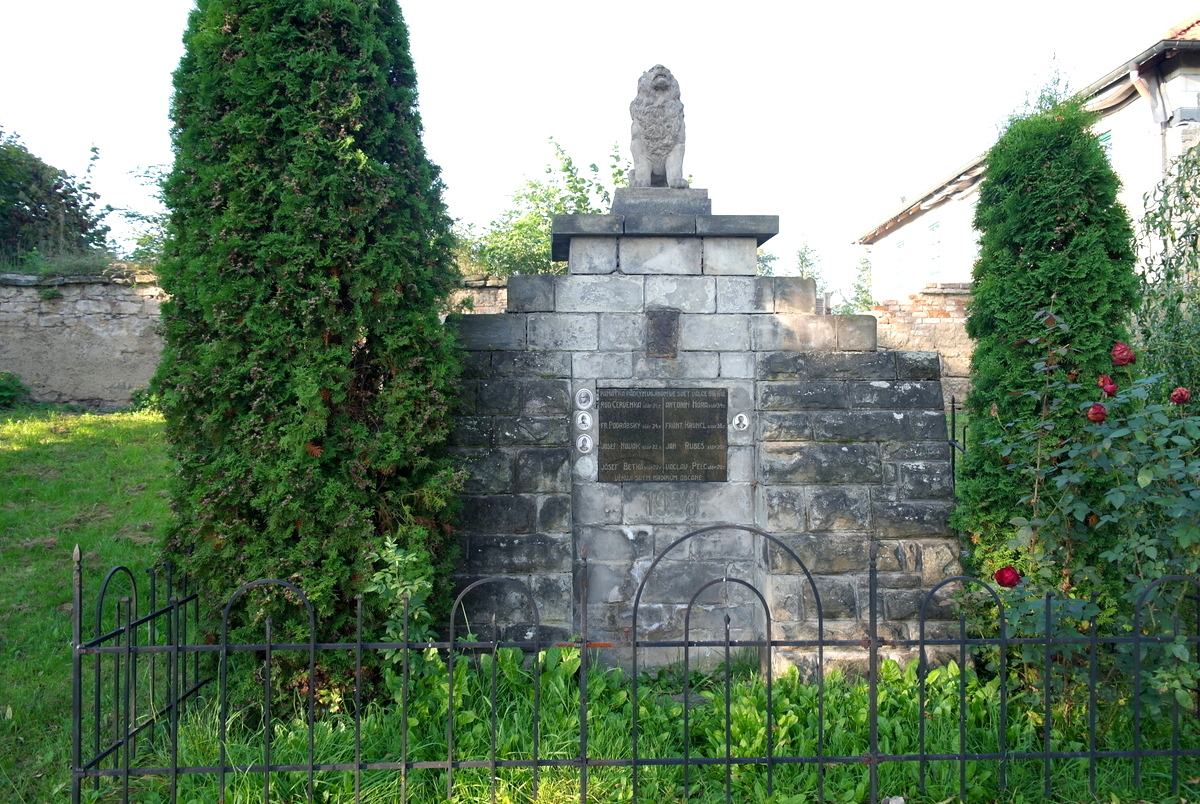
Eerste Wereldoorlog-monument

### Eerste Wereldoorlog-monument
In het dorp staat een monument ter nagedachtenis aan de slachtoffers van de Eerste Wereldoorlog. Bovenop het monument staat een majestueuze Tsjechische leeuw. Onder het monument is een metalen plakkaat met het portret van de eerste president Tomáš Garrigue Masaryk en de inscriptie Ter nagedachtenis aan onze gevallen helden van de Wereldoorlog 1914-1918. Ook staat er een lĳst met namen van gevallenen: Rudolf Červenka (21 jaar), František Podrabský (24 jaar), Josef Novák (22 jaar), Antonín Hora (34 jaar), František Kruncl (38 jaar), Jan Rubeš (20 jaar) en Václav Plec (20 jaar). De inscriptie wordt afgesloten door de tekst Opgedragen door de inwoners aan hun helden - 1928.

### Kapel
Naast het monument staat een kapel uit 1866. Boven de ingang is een kleine klok met houten klepel.

## Galerij

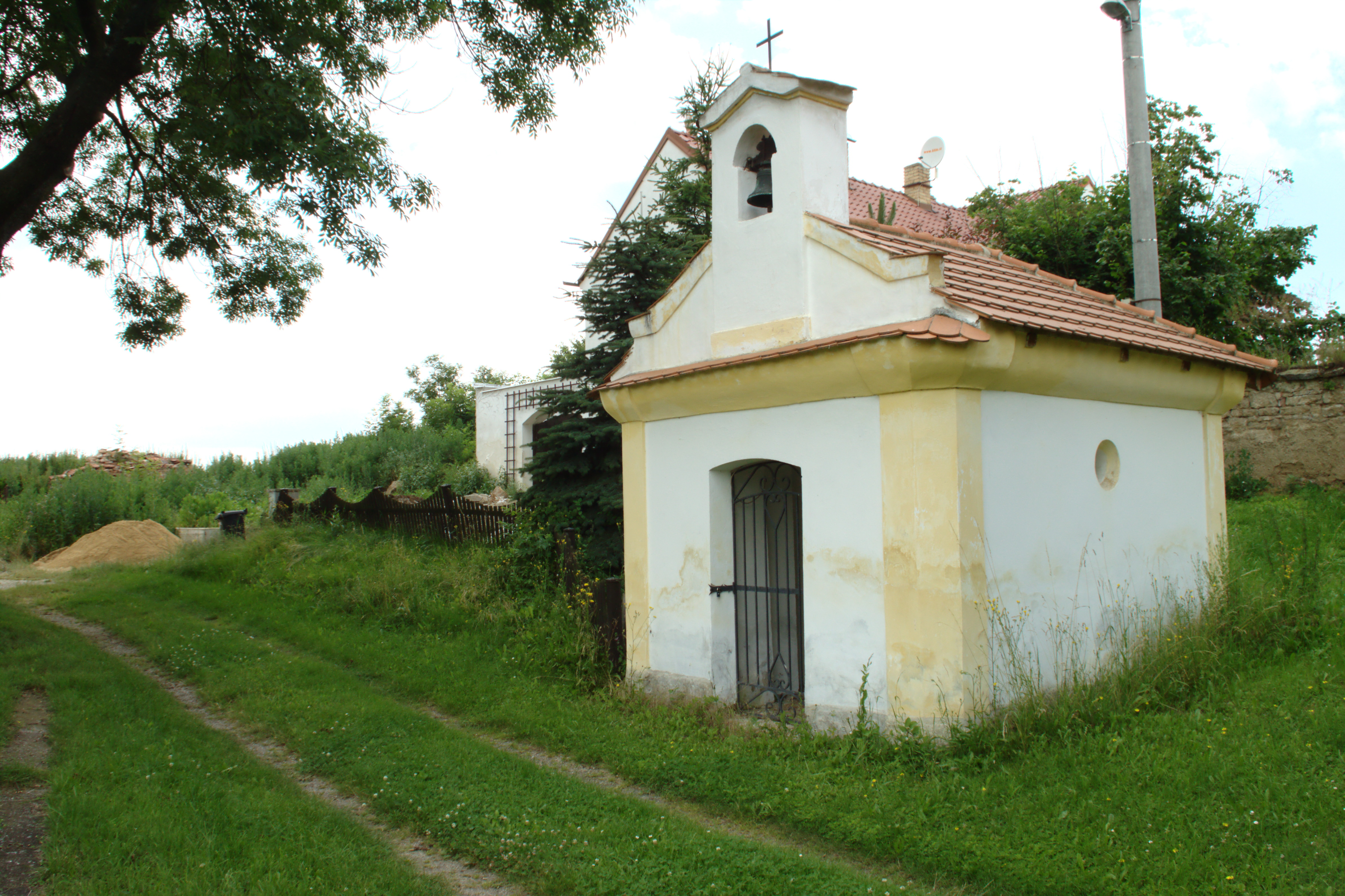
Dorpskapel
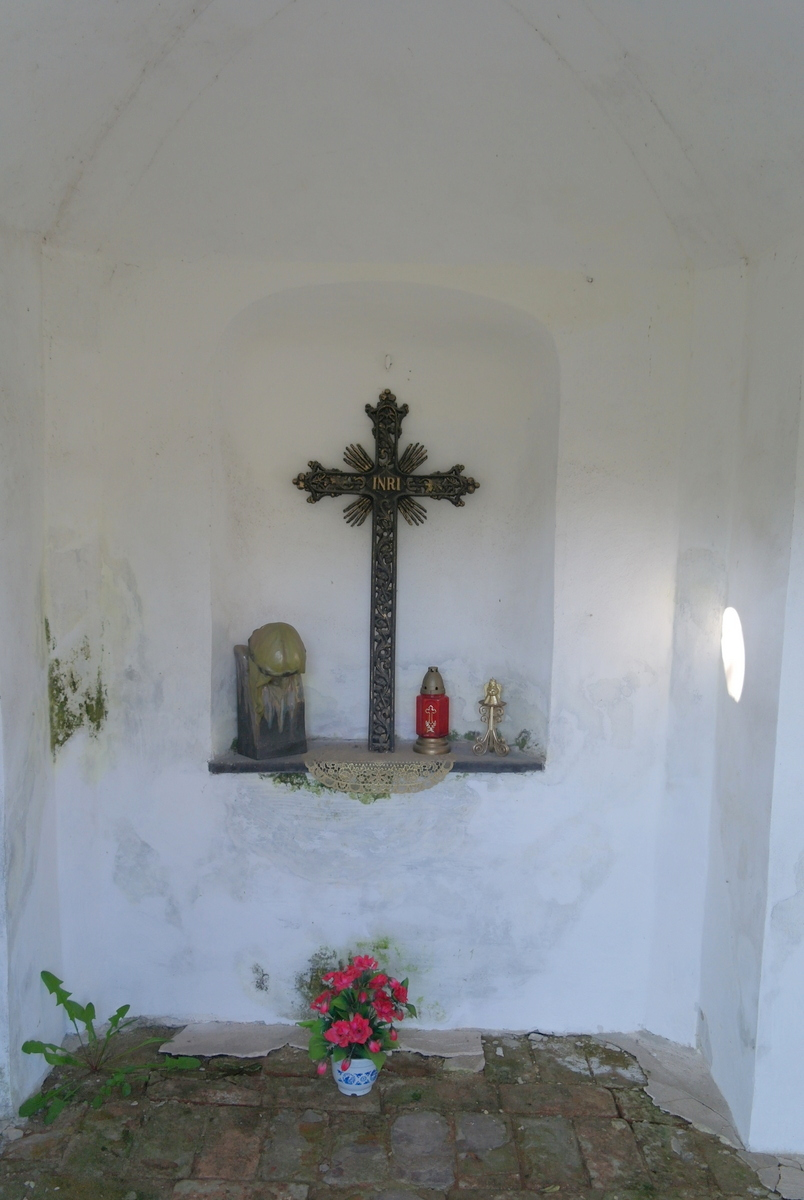
Binnenzĳde van de kapel
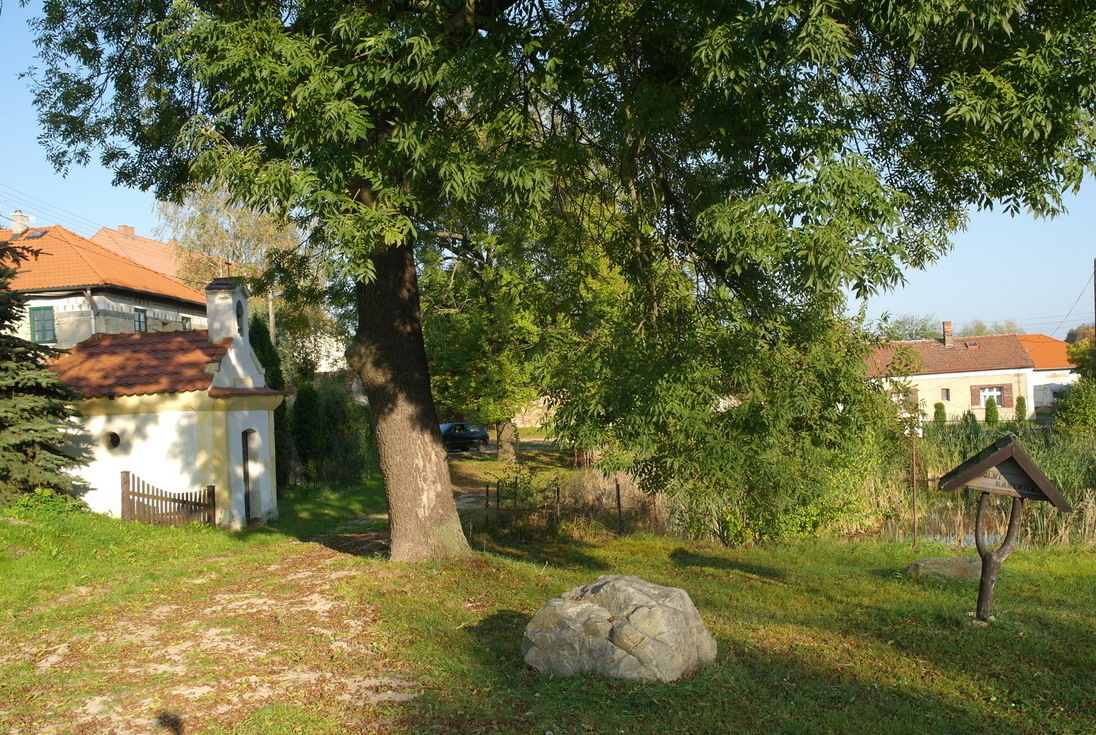
Parkje bĳ de kapel
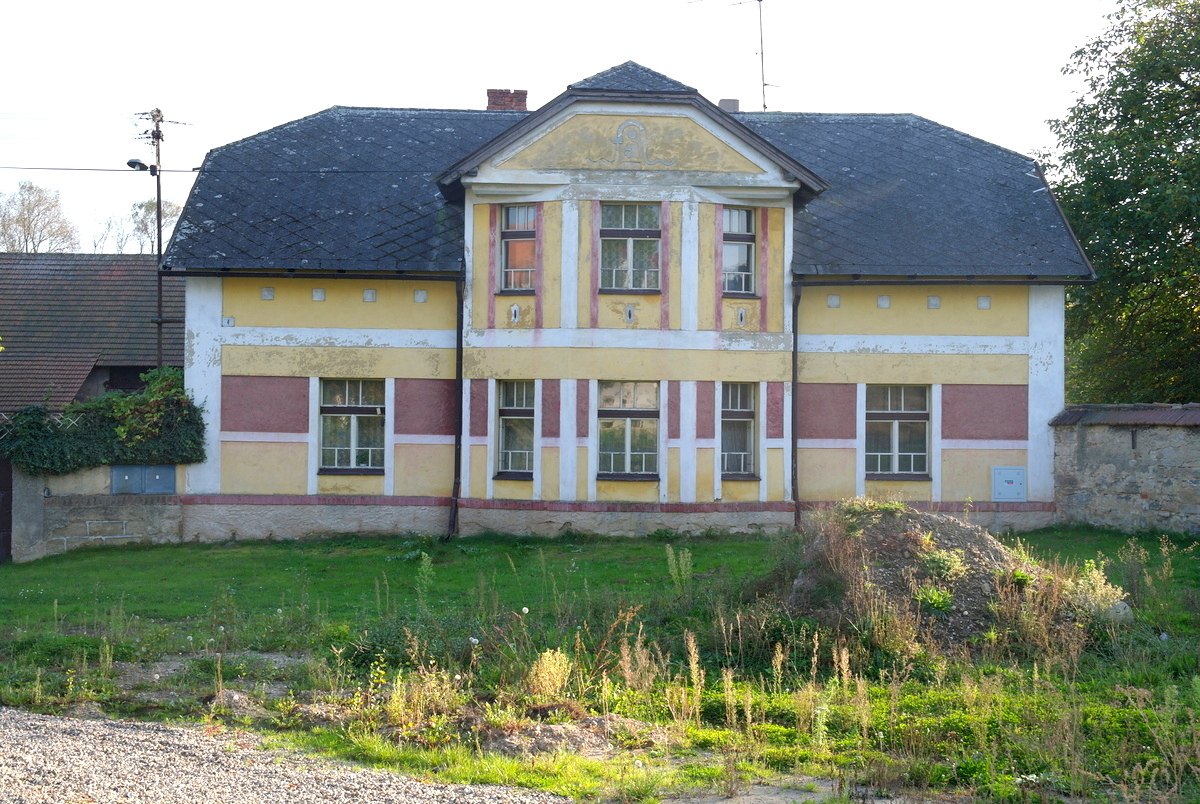
Huis in Dolní Kamenice
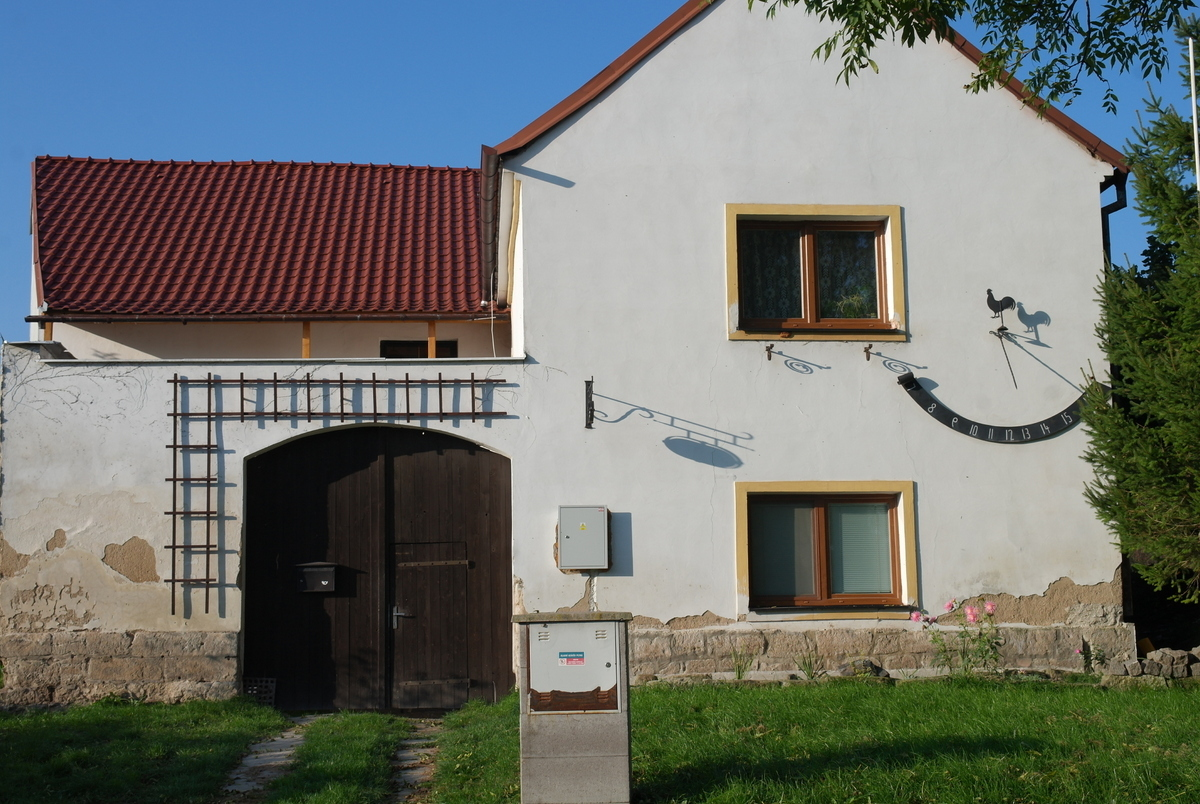
Huis met zonnewĳzer op de gevel